# City of Lights, City of Angels
City of Lights, City of Angels, également appelé COLCOA French Film Festival ou simplement COLCOA, est un festival de cinéma français qui se tient chaque année à Hollywood en avril, à la Directors Guild sur Sunset Boulevard.
Le nom du festival fait référence à Paris et Los Angeles, respectivement surnommées « Ville Lumière » (« City of Lights ») et « Cité des Anges » (« City of Angels »).

## Historique
Le festival a été fondé en 1996 par le Fonds culturel franco-américain, en partenariat avec la Directors Guild of America, Motion Picture Association et la SACEM, en plus du soutien d'Unifrance, du service audiovisuel du Consulat français de Los Angeles et de l'ARP.
Il se déroule pendant une semaine du mois d'avril et a pour but de présenter au public américain un large éventail de courts et longs métrages français sortis l'année précédente en France.

## Palmarès[1],[2],[3]

### Édition 2005
- Audience Award : Mensonges et trahisons et plus si affinités...

### Édition 2006
- Audience Award : Nos jours heureux

### Édition 2007
- Audience Award : Ensemble, c'est tout

### Édition 2008
- Audience Award : Bienvenue chez les Ch'tis
- LAFCA Critics Award : La Graine et le Mulet
- LAFCA Special Mention : Elle s'appelle Sabine
- Short Film Award : La Deuxième vie du sucrier
- Short Film Special Mention : Le Genre humain et Manon sur le bitume

### Édition 2009
- Audience Award : Welcome (film)
- Audience Special Prize : Comme les autres
- Audience Special Mention : L'Instinct de mort et L'Ennemi public nº 1
- COLCOA Classiques : Se souvenir des belles choses
- LAFCA Critics Award : Eden à l'ouest
- LAFCA Special Prize : Le Premier Jour du reste de ta vie
- LAFCA Special Mention : Yolande Moreau pour son interprétation dans Séraphine et Louise-Michel
- First Feature Award : Comme les autres
- Short Film Award : Fais comme chez toi
- Short Film Animation Prize : Skhizein
- Short Film Special Prize : Nous
- Short Film Special Mention : Cécile Ducrocq et Raphaël Goldman pour leurs interprétations dans Une leçon particulière

### Édition 2010
- Audience Award : Le Hérisson
- Audience Special Prize : L'Arnacœur
- Audience Special Mention : L'Affaire Farewell
- LAFCA Critics Award : L'Enfer d'Henri-Georges Clouzot
- LAFCA Special Prize : Rapt
- LAFCA Special Mentions : Le Père de mes enfants et Éric Elmosnino dans Gainsbourg, vie héroïque
- First Feature Award : Qu'un seul tienne et les autres suivront
- Short Film Award : 7.57 am-pm de Simon Lelouch
- Animated Short Award : L'Homme à la Gordini de Jean-Christophe Lie
- Short Film Special Prize : 4 d'Édouard Salier

### Édition 2011
- Audience Award : Les Femmes du 6e étage
- Audience Special Prize : Toscan
- Audience Special Mention : La Tête en friche
- LAFCA Critics Award : Au fond des bois
- LAFCA Special Prize : Copacabana
- LAFCA Special Mention : Ma part du gâteau
- First Feature Award : Monsieur Papa
- Short Film Award : Des nœuds dans la tête de Stéphane Demoustier
- Short Film Special Prize : Hurlement d'un poisson de Sébastien Carfora
- Short Film Special Mention : Le Meilleur ami de l'homme de Vincent Mariette
- Short Film Audience award : L'Accordeur d'Olivier Treiner
- Compétition Cinéma : 
  - Les Petits Mouchoirs
  - Rien à déclarer
- Film de clôture :
  - Rien à déclarer

### Édition 2012
- Audience Award : Intouchables
- Audience Special Prize : Tous au Larzac
- Audience Special Mention : La Fille du puisatier
- LAFCA Critics Award : De bon matin
- LAFCA Special Prize : Intouchables
- LAFCA Special Mention : Polisse
- First Feature Award : Les Adoptés
- Short Film Award : Tout le monde dit je t'aime
- Short Film Special Prize : I'm your man et C'est a Dieu qu'il faut le dire
- Short Film Special Mention : Groove Your Life
- Short Film Audience Award : Grenouille d'hiver
- Prix spécial de la critique (Critics' Special Prize) : Christophe Barratier pour La Nouvelle Guerre des boutons
- Mention spéciale du public (Audience Special Mention) : Christophe Barratier pour La Nouvelle Guerre des boutons
- Mention spéciale (Special mention) : Christophe Barratier pour La Nouvelle Guerre des boutons

### Édition 2013
- Audience Award : L'Attentat
- Audience Special Prize : Les Saveurs du palais
- Audience Special Mention : Le Prénom
- LAFCA Critics Award : Quelques heures de printemps
- LAFCA Special Prize : L'Attentat
- LAFCA Special Mention : Dans la maison
- First Feature Award : Populaire
- Coming Soon Award : L'Attentat
- Documentary Award : Traviata et nous
- Short Film Award : Les Lézards
- Short Film Special Prize : Avant que de tout perdre
- Short Film Special Mention : Mon Amoureux et Mademoiselle Kiki et les Montparnos
- Short Film Audience Award : À la française et La Ville lumière

### Édition 2014
- Audience Award : En solitaire
- Audience Special Prize : Casse-tête chinois
- Audience Special Mention : Pour une femme
- LAFCA Critics Award : Vandal
- LAFCA Special Prize : Mon âme par toi guérie
- LAFCA Special Mention : Les Terrasses
- First Feature Award : Les Garçons et Guillaume, à table !
- Coming Soon Award : Casse-tête chinois
- Documentary Award : Flore
- Short Film Award : La Fugue
- Short Film Special Prize : Women's Letters
- Short Film Special Mention : 5 mètres 80 et 37 4S
- Short Film Audience Award : L'Audience

### Édition 2015
- Audience Award : Un peu, beaucoup, aveuglément
- Audience Special Prize : Les Héritiers
- Audience Special Mention : Les Souvenirs
- LAFCA Critics Award : Le Dernier Coup de marteau
- LAFCA Special Prize : Les Héritiers
- LAFCA Special Mention : Elle l'adore
- First Feature Award : L'Affaire SK1
- Coming Soon Award : Samba
- Documentary Award : Steak (R)évolution
- Short Film Award : Au sol
- Short Film Special Prize : Chaud Lapin
- Short Film Special Mention : Où je mets ma pudeur et La Couille
- Short Film Audience Award : Au sol
- Short Film Audience Special Prize : Smart Monkey
- Short Film Audience Special Mentions : Qui de nous deux?
- Best TV Movie Award : Danbé, la tête haute
- Best TV Series Award : Engrenages

### Édition 2016
- Audience Award : Les Innocentes
- Audience Special Prize : Made in France
- Audience Special Mention : Un plus une et Je suis un soldat
- LAFCA Critics Award : En mai, fais ce qu'il te plaît
- LAFCA Special Prize : Les Premiers, les Derniers
- LAFCA Special Mention : Fatima et Les Innocentes
- First Feature Award : Ni le ciel ni la terre
- Coming Soon Award : Tout en haut du monde
- Documentary Award : Demain
- TV Drama jury Award : Les Pieds dans le tapis
- Best TV Series Award : Dix pour cent
- TV Drama Jury Special Prize : L'Emprise
- TV Series Jury Special Prize : Le Bureau des légendes, saison 2
- TV Drama Audience Award : Les Pieds dans le tapis
- TV Series Audience Award : Le Bureau des légendes, saison 2
- TV Drama Audience Special Prize : Borderline
- Audience TV Series Special Prize : Dix pour cent

### Édition 2017

#### Colcoa cinema
- Audience Award : Monsieur et Madame Adelman
- Audience Special Prize : Un sac de billes
- Audience Special Mention : Folles de joie et Le Fils de Jean
- LAFCA Critics Award : Une vie
- LAFCA Special Prize : Primaire
- First Feature Award : Hedi, un vent de liberté
- Coming Soon Award : Une vie
- American Students Award : Polina, danser sa vie
- Documentary Award : Les Pépites

#### Colcoa television
- TV Drama jury Award : Marion, 13 ans pour toujours
- TV Series Jury Award : Irresponsable
- TV Drama Jury Special Prize : Box 27
- TV Series Jury Special Prize : Jour polaire
- TV Drama Audience Award : Elles... Les Filles du Plessis
- TV Series Audience Award : Dix pour cent, saison 2

### Édition 2018

#### Colcoa cinema
- Audience Award : Petit Paysan
- Audience Special Prize : La Promesse de l'aube
- LAFCA Critics Award : Le Brio
- LAFCA Special Prize : Le Sens de la fête
- First Feature Award : Luna
- Coming Soon Award : Jusqu'à la garde
- American Students Award : Au revoir là-haut
- Documentary Award : Makala

#### Colcoa television
- TV Drama jury Award : Le Temps des égarés
- TV Series Jury Award : Fiertés
- TV Drama Audience Award : Un adultère
- TV Series Audience Award : Fiertés

### Édition 2019

#### Colcoa cinema
- Audience Award : J'ai perdu mon corps
- Critics Award : J'ai perdu mon corps
- Best First Feature Award : Les Misérables
- American Students Award : Edmond
- Best Documentary Award : Demain est à nous

#### Colcoa television
- Best TV movie Award : Jacqueline Sauvage : C'était lui ou moi
- Best Series Award : Jeux d'influence

### Édition 2020
Pas d'édition en 2020

### Édition 2021

#### Cinema
- Critics Award : Les Choses qu'on dit, les Choses qu'on fait
- Audience Award : Médecin de nuit
- Best First Feature Award : Ibrahim
- American Students Award : Le Sommet des dieux
- Best documentary Award : Les Indes galantes

#### Television
- Best TV Movie Award : Claire Andrieux
- Best Series Award : L'Opéra

#### Shorts
- Audience Short Film Award : Free Fall
- Jury Short Award : L’Effort commercial

### Édition 2022

#### Cinema
- Critics Award : Chronique d'une liaison passagère
- Audience Award : À plein temps
- Best First Feature Award : Ibrahim
- American Students Award : En corps
- Best First Feature Award : Les Pires

#### Television
- Best TV Movie Award : Qu'est ce qu'elle a ma famille ?
- Best Series Award : Sentinelles

#### Documentaries (cinema and television)
- Best Documentary Award : Alice guy l'inconnue du 7ème art

#### Short
- Audience Short Film Award : Les Vertueuses
- Jury Short Film Award : Fairplay